# Down Low
Down Low – niemiecka grupa hip-hopowa założona w 1995 roku w Kaiserslautern (Nadrenia-Palatynat). Członkami grupy są dwaj czarnoskórzy Amerykanie: raper Joe Thompson i wokalista Mike Dalien. Grupa znana jest z takich utworów jak: „Vision of Life”, „Murder”, „Potion”, „Lovething” oraz „Johnny B”. Zespół wydał osiem albumów.

## Dyskografia
- 1996 „Visions”
- 1997 „It Ain't Over”
- 1998 „Third Dimension”
- 1998 „Moonlight”
- 1999 „Best Of”
- 2001 „The 4th Level”
- 2005 „Greatest Hits”
- 2006 „Return Of The Trendsetter”